# São Sepé (ort)
São Sepé är en ort i Brasilien.   Den ligger i kommunen São Sepé och delstaten Rio Grande do Sul, i den södra delen av landet, 1 700 km söder om huvudstaden Brasília. São Sepé ligger 96 meter över havet och antalet invånare är 19 181.
Terrängen runt São Sepé är huvudsakligen platt, men åt sydväst är den kuperad. Det finns inga andra samhällen i närheten.
Omgivningarna runt São Sepé är huvudsakligen savann. Runt São Sepé är det glesbefolkat, med 8 invånare per kvadratkilometer.